# 20er (Zeitung)

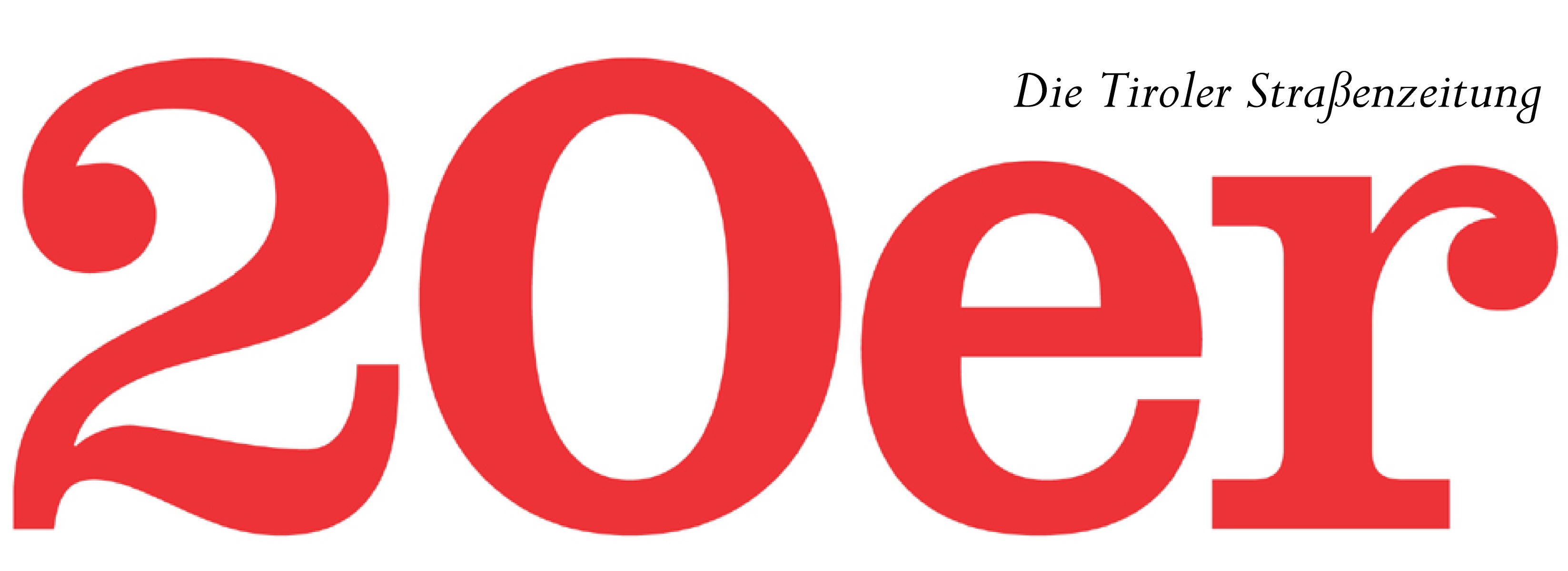
20er. Die Tiroler Straßenzeitung

Der 20er (gesprochen: Zwanzger) ist eine Tiroler Straßenzeitung. Sie erscheint seit 1998 in Innsbruck und gehört so mit dem Megaphon in Graz (seit 1995) und dem Augustin in Wien (seit 1995) zu den ältesten Straßenzeitungen in Österreich.
Die Zeitung erscheint zehn Mal im Jahr und wird „von Menschen in sozialen Notlagen auf selbstständiger Basis verkauft“. Die Straßenzeitung berichtet über aktuelle Themen aus dem sozialen und kulturellen Bereich sowie dem Innsbrucker Stadtleben. Sie wird hauptsächlich in Innsbruck verkauft, ein Teil der Auflage auch in anderen Tiroler Gemeinden wie etwa Kitzbühel.
Zur inhaltlichen Ausrichtung des 20er hieß es 2012 in der Wiener Zeitung, er sei „in Innsbruck zur Stadtzeitung geworden, mit Sozial- und Kulturschwerpunkt, weniger politisches Sprachrohr“. Heute nennt sich der 20er im Untertitel auch nicht mehr nur Die Tiroler Straßenzeitung wie in früheren Jahren, sondern Die Tiroler Stadt- und Straßenzeitung. Der Zusatz „Ein Projekt auf Gegenseitigkeit“ ist geblieben.
Der 20er ist Mitglied der Initiative Klimakultur. Seit 2003 ist er Teil des International Network of Street Papers (INSP).

## Geschichte
1996 wurde der Verein zur Förderung einer Straßenzeitung in Tirol in Innsbruck gegründet, zu den Initiatoren des Projektes und Vereinsgründern zählten Thomas Pupp, Georg Willeit, Uwe Steger, Hubert Katzlinger und Andreas Focke. 1998 erschien die erste Ausgabe nach dem Vorbild der US-amerikanischen Zeitung Streetsnews of New York.
Der Name 20er leitet sich vom ursprünglichen Verkaufspreis der Zeitung her: Sie kostete zu Beginn 20,- Schilling, der umgangssprachliche Begriff für die Zwanzig-Schilling-Note lautete „Zwanzger“. Nach der Währungsumstellung war der Preis der Zeitung bei 2,- Euro, der Name blieb weiterhin erhalten. Aktuell (Stand Oktober 2022) kostet die Zeitung 3,40, wobei nach dem Grundprinzip der Straßenzeitungen der Verkäufer die Hälfte des Verkaufspreises erhält. Im Jahr 2002 hatte die Zeitung eine Auflage von 10.000 Stück, 2013 beliefen sich die Verkaufszahlen auf 19.000 Exemplare.
In den Anfangsjahren der Tiroler Straßenzeitung war ein egalitäres, zwei- bis dreiköpfiges Redaktionsgremium  für den Inhalt der Zeitung verantwortlich, unter zeitweiser Mitarbeit von u. a. Benedikt Sauer, Barbara Hundegger oder Hannes Schlosser. Nach einer Umstrukturierung und mit einem neuen Konzept wurde 2004 eine Chefredaktion bestellt. Chefredakteure waren Sylvia Riedmann-Flatz, der spätere Der-Standard-Tirol-Korrespondent Steffen Arora, Julia Staller und Uwe Schwinghammer.
2010 und 2012 war der 20er Gegenstand von Diplomarbeiten an der Universität Innsbruck, einmal am Institut für Germanistik, einmal am Institut für Erziehungswissenschaften.
Seit Jänner 2020 ist Rebecca Sandbichler Chefredakteurin, im März 2020 wurde die Zeitung „einem umfassenden Relaunch unterzogen“, der herausgebende Vorstand besteht aus Stefan Jenewein, Thomas Pupp, Birgit Schmoltner und Uwe Steger.
2020 war der 20er in der Kategorie „Armut, Sozialstaat“ bei Orte des Respekts nominiert.
2022 wurde erstmals, in Kooperation mit der Stadt Innsbruck, ein Preis für Dokumentarfotografie ausgelobt. Benannt war dieser als Erika-Hubatschek-Preis für Dokumentarfotografie zunächst nach der Fotografin Erika Hubatschek. Aufgrund der „opportunistischen Haltung“ der ursprünglich gewählten Namensgeberin zum NS-Regime wurde eine Umbenennung vollzogen: Der Titel von Wettbewerb und Auszeichnung lautete sodann Korridor – Innsbrucker Preis für Dokumentarfotografie. Erste Preisträgerin war Alisa Martynowa mit ihrer Serie Nowhere Near.

## Autorinnen und Autoren
Die 154-teilige Kolumne Brief aus Wien bestritt bis Februar 2020 der Schriftsteller Markus Köhle, danach übernahm u. a. Martin Fritz eine Kolumne. Eine Aufstellung aller bis dahin im 20er veröffentlichten Autoren fand sich auf dem Titelblatt und im Inneren der Ausgabe 212 vom Februar 2020. Darunter finden sich Namen wie Bernhard Aichner, Raphaela Edelbauer, Martin Gostner, Barbara Hundegger, Bernhard Kathan, Martin Kolozs, Birge Krondorfer, Sebastian Reinfeldt, Anja Salomonowitz, Benedikt Sauer, Helmuth Schönauer, Volker Schönwiese, Verena Teissl, Peter Turrini, Günter Vallaster oder Franz Wassermann. Im Jahr 2003 erhielt die Zeitung gemeinsam mit anderen Straßenzeitungen die Erlaubnis, das erste Kapitel von Harry Potter und der Orden des Phönix von Joanne K. Rowling abzudrucken.